# Moto Club Sant Hilari
El Moto Club Sant Hilari és una entitat esportiva catalana dedicada al motociclisme que fou fundada a Sant Hilari Sacalm, Selva, el 1974. Ha organitzat diverses proves del Campionat de Catalunya de motocròs, per a les quals disposa del Circuit Els Cortals, actiu des de 1979.